# 新田俊純
新田 俊純（にった としずみ、1829年7月8日 - 1894年3月15日）は、江戸時代後期の交代寄合旗本、明治時代の日本の政治家・華族（男爵）。江戸期には岩松姓だったが、維新後新田姓に復姓。江戸期の幼名・通称として智丸、兵部、主税、満次郎（まんじろう）。

## 経歴

### 幕末まで
文政12年（1829年）、上野国新田郡下田嶋を領する交代寄合の岩松道純の長男として誕生した。天保14年11月15日（1844年1月4日）に元服。安政元年12月27日（1855年2月13日）に岩松家の家督を相続した。岩松家は新田氏の支流にあたり、家格は交代寄合で一般旗本より上位にあったが、家禄はわずか120石であるため家計は苦しかった。俊純も江戸期には極貧生活を送り、ネズミ除けの猫の絵を描いて糊口を稼いでいた。

### 新田勤王党の結成
文久年間には、薩摩藩士中井弘（後の京都府知事、当時は鮫島雲城という変名を使用していた）が太田宿本陣に1年ほど滞在して、南朝忠臣新田義貞の末裔である俊純を押し立てて義軍の結成を計画したともいわれる。
尊皇派と佐幕派の対立が深まる中の慶応3年（1867年）、新田義貞の志を継ぎ勤王倒幕を目指すとして新田勤王党が結成され、俊純がその盟主となった。勤王倒幕の謀議をしていたところ、その計画が幕府方に漏れて捕縛され、主だった者が処刑される予定となったが、慶応4年（1868年）2月に江戸征伐に向かう東山道鎮撫総督岩倉具定率いる官軍が中山道を通りかかったため、その際に官軍により解放された。

### 新田官軍
俊純は自らについて、先祖新田義貞の勤王討幕の志を継いで皇家の藩屏となり、先祖の悲願の達成を願う者であること、自らの進退は一任するので今後のご指示を賜りたい、と訴える書状を岩倉具定に提出した。これに対して岩倉は、慶応4年3月11日付けで「其方儀祖先左中将（新田義貞）之遺志を継ぎ、為国家忠勤仕度趣再三歎願に付、中軍随従申附候条、無用之冗兵を除き、精撰之士を率ひ勉励尽力可致候事」という指令を俊純に出した。
これにより新田勤王党は官軍の一部隊になることを許され、新田官軍への再編を行った。新田官軍の編成は、本隊45名と江戸御本営御玄関番13名の計58名であり、全員が新田郡の住民だった。新田官軍は武蔵忍城への官軍進撃の際に洋砲30挺と火薬の支給を受けた。
新田官軍は慶応4年4月28日に最初の出撃命令を受け、会津藩軍が侵入してきた上野国利根郡方面の戦いに動員され、前橋藩、高崎藩、館林藩、吉井藩など上野国の官軍諸藩とともに進軍した。途中、会津藩の襲撃を受けて激戦になるも、これを撃退することに成功した。新田官軍の実戦参加は結局これのみだったが、徳川幕府滅亡の時にあたって幕府に一矢報いることができた形となった。
その後、新田官軍は東京の鎮守府に編入されたため、市中警備にあたった。

### 明治時代
慶応4年5月8日（1868年6月27日）に朝臣に転じた岩松俊純は、旧交代寄合として中大夫席に列し、この際に新田姓に改姓した。明治2年（1869年）12月に中大夫席以下が廃されると、士族に列した。その翌年から明治5年（1872年）にかけては権大舎人（おおとねり）を務めた。
明治14年（1881年）、旧臣で政府に出仕していた金井之恭が大隈重信と伊藤博文と井上馨の各参議に宛てて、岩松新田家は新田義貞の末裔であること、戊辰戦争で戦功があったことを考慮して同家に華族編列があるよう請願書を提出した。新田義貞嫡流をめぐっては岩松新田家と由良新田家の間に論争も起きたが、最終的には岩松新田家が新田義貞の正統と認められ、俊純は明治16年（1883年）8月13日に華族に列し、明治17年（1884年）7月7日に男爵に叙された。新田嫡流と華族に列された件の経緯は、娘武子の婿であった井上馨の力が大きかった。
明治27年（1894年）3月15日逝去。享年66。葬儀は東京で執り行われ、谷中の天王寺に埋葬された。次男の忠純（旧名・岩松誠丸）が後継者となり、男爵位を継いだ。

## 栄典
- 1889年（明治22年）6月26日 - 正五位[10]
- 1894年（明治27年）3月10日 - 従四位[11]

## 新田俊純を描いた作品
- 神坂次郎　『猫男爵 バロンキャロット』　2002年（小学舘）

| 日本の爵位    | 日本の爵位                                      | 日本の爵位    |
| ------------- | ----------------------------------------------- | ------------- |
| 先代 叙爵     | 男爵 （岩松）新田家初代 1884年 - 1894年         | 次代 新田忠純 |
| 当主          |                                                 |               |
| 先代 岩松道純 | 岩松家/新田家 岩松俊純/新田俊純 1855年 - 1894年 | 次代 新田忠純 |